# Gigantochloa
Gigantochloa är ett släkte av gräs. Gigantochloa ingår i familjen gräs.

## Bildgalleri

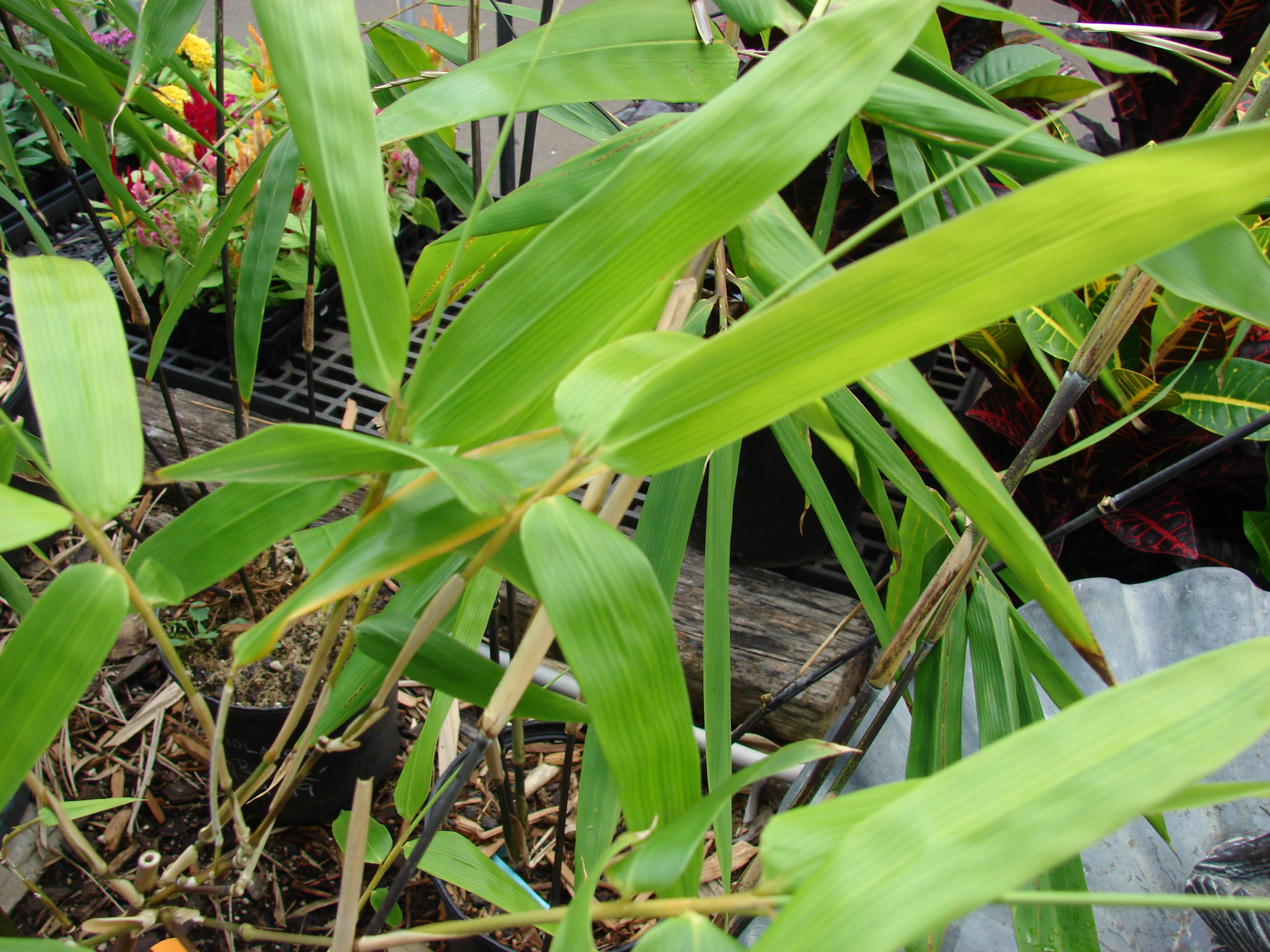
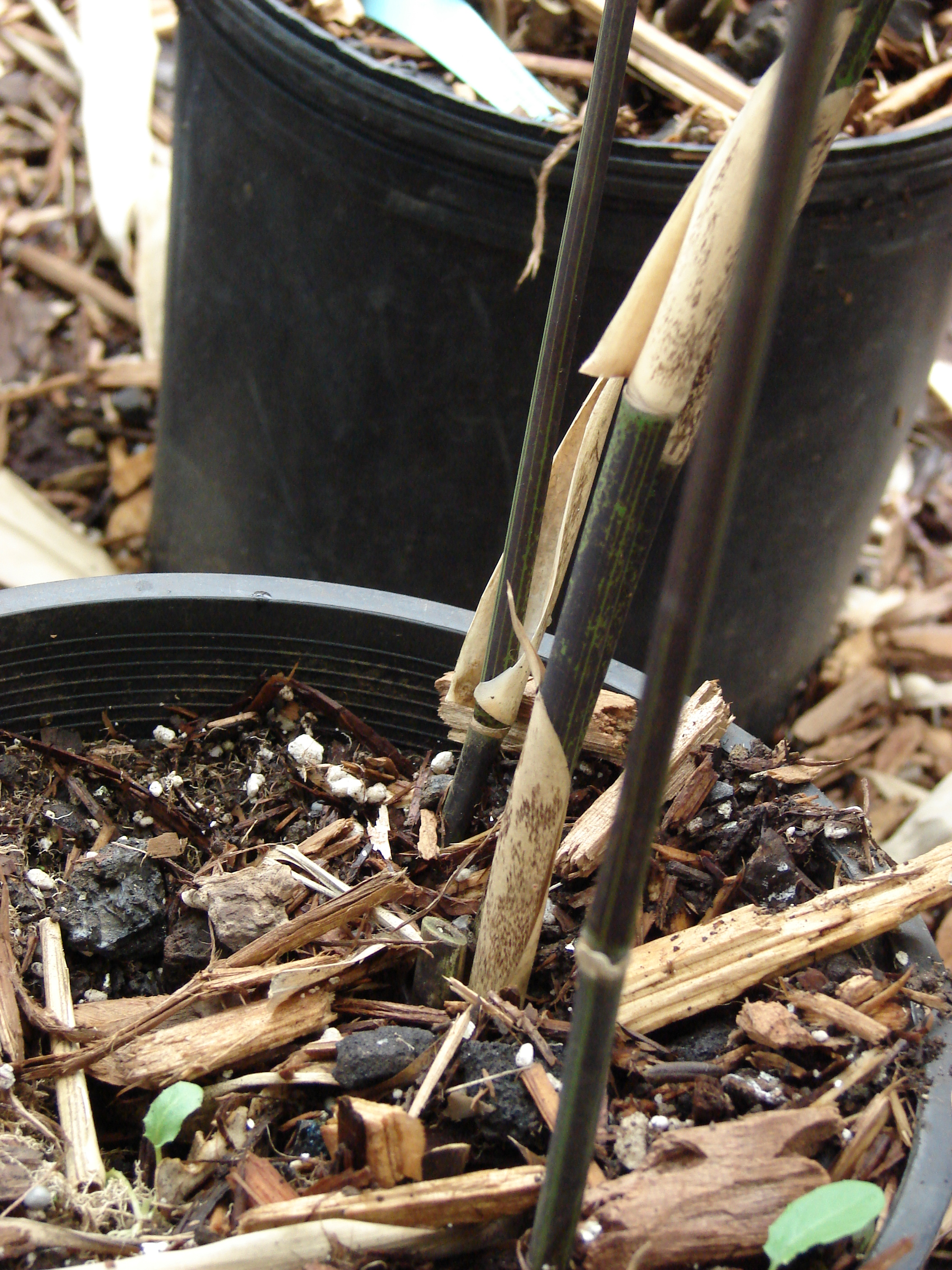
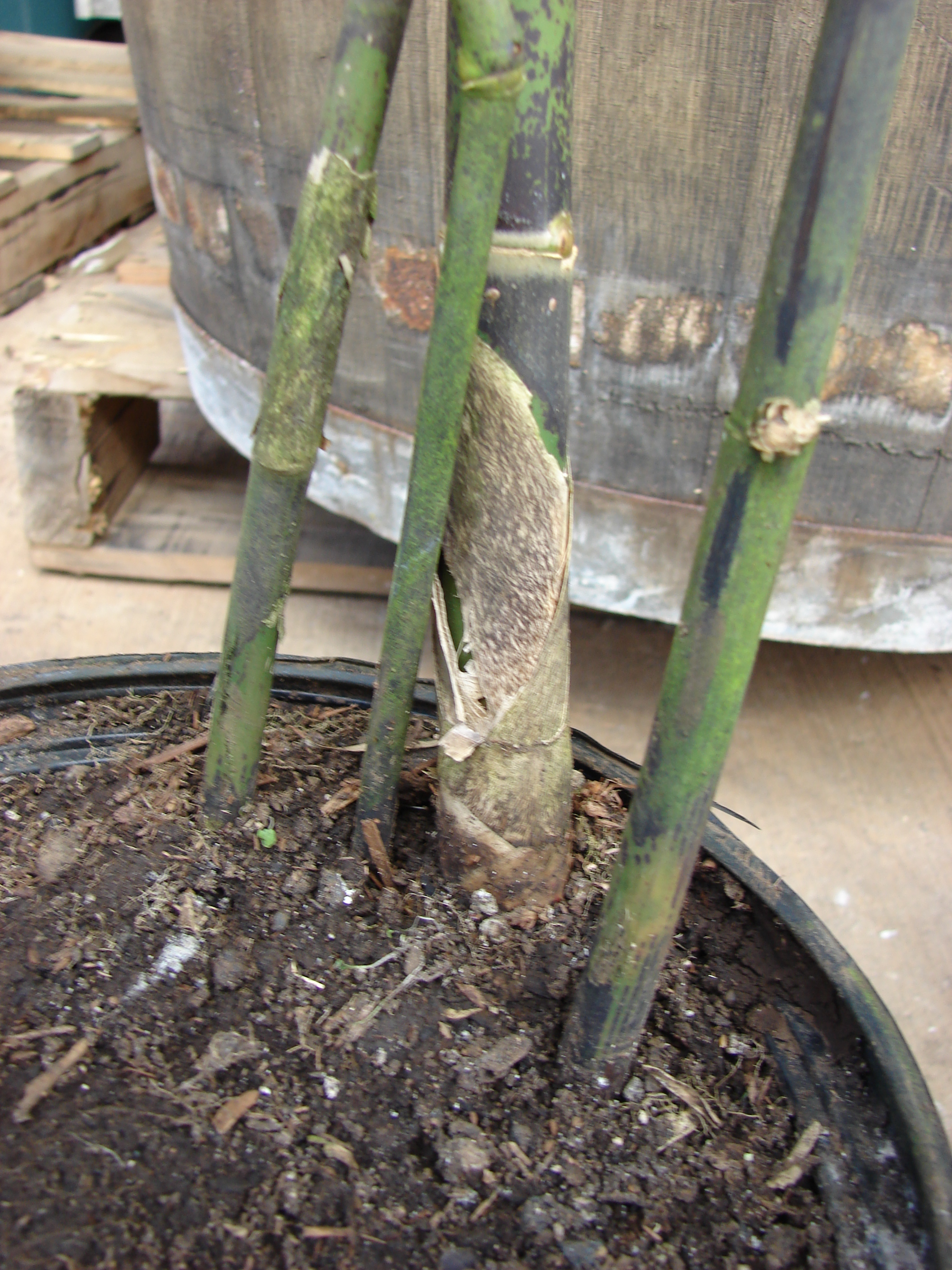

## Dottertaxa tillGigantochloa, i alfabetisk ordning[1]
- Gigantochloa achmadii
- Gigantochloa albociliata
- Gigantochloa albopilosa
- Gigantochloa albovestita
- Gigantochloa apus
- Gigantochloa atroviolacea
- Gigantochloa atter
- Gigantochloa aya
- Gigantochloa baliana
- Gigantochloa balui
- Gigantochloa bastareana
- Gigantochloa calcicola
- Gigantochloa cochinchinensis
- Gigantochloa compressa
- Gigantochloa densa
- Gigantochloa dinhensis
- Gigantochloa felix
- Gigantochloa hasskarliana
- Gigantochloa hayatae
- Gigantochloa hirtinoda
- Gigantochloa holttumiana
- Gigantochloa hosseusii
- Gigantochloa kuring
- Gigantochloa latifolia
- Gigantochloa levis
- Gigantochloa ligulata
- Gigantochloa longiprophylla
- Gigantochloa luteostriata
- Gigantochloa macrostachya
- Gigantochloa magentea
- Gigantochloa manggong
- Gigantochloa membranoidea
- Gigantochloa multiculmis
- Gigantochloa nigrociliata
- Gigantochloa papyracea
- Gigantochloa parviflora
- Gigantochloa parvifolia
- Gigantochloa poilanei
- Gigantochloa pruriens
- Gigantochloa pubinervis
- Gigantochloa pubipetiolata
- Gigantochloa ridleyi
- Gigantochloa robusta
- Gigantochloa rostrata
- Gigantochloa scortechinii
- Gigantochloa serik
- Gigantochloa taluh
- Gigantochloa tenuispiculata
- Gigantochloa thoi
- Gigantochloa tomentosa
- Gigantochloa velutina
- Gigantochloa verticillata
- Gigantochloa vietnamica
- Gigantochloa vinhphuica
- Gigantochloa wrayi